# Лесное (Можайский район)
Лесное — посёлок сельского типа в сельском поселении Клементьевское Можайского района Московской области. До реформы 2006 года относился к Клементьевскому сельскому округу. Численность постоянного населения по Всероссийской переписи 2010 года — 96 человек.
Посёлок расположен на северо-востоке района, у границы с Рузским, примерно в 20 км к северу от Можайска, у истоков безымянного ручья бассейна реки Пожня, высота над уровнем моря 229 м. Ближайшие населённые пункты — Васюково на западе и Алёшино на юго-востоке.